# Craniale Computertomographie

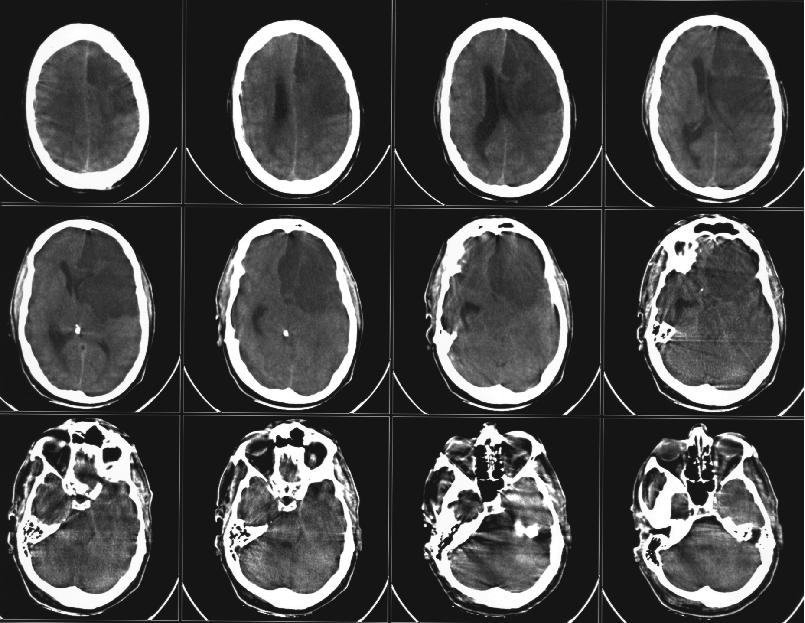
CCT-Untersuchung bei einem Patienten mit einem Schlaganfall in der linken Gehirnhälfte.

Die craniale Computertomographie (cCT oder CCT) ist eine radiologische Untersuchungsmethode, mit der mittels scheibenartiger Schnittbilder vor allem das Gehirn, aber auch knöcherne Anteile, Gefäße, Gehirnkammern mit Hirnflüssigkeit sowie die übrigen Weichteile im Inneren des Schädels und jeweils viele pathologische Veränderungen dieser Strukturen visualisiert werden können. Es handelt sich dabei um ein bildgebendes Verfahren, das für die moderne Neurologie große Bedeutung hat.

## Befundung
- Mittellinienverlauf
- Weite der inneren und äußeren Liquorräume
- Abgrenzbarkeit von grauer und weißer Substanz
- Raumforderungen
- Herdförmige oder flächige Dichteabweichungen
  - Stammganglien
  - Hypophyse
  - Enhancement
- Knochen